# François Rodriguez d'Evora y Vega
François-Marie-Ghislain Rodriguez d'Evora y Vega (Gand, 26 décembre 1791 - Mons, 14 décembre 1840) était un homme politique Belge, député du Congrès national pour l'arrondissement de Soignies.

## Biographie

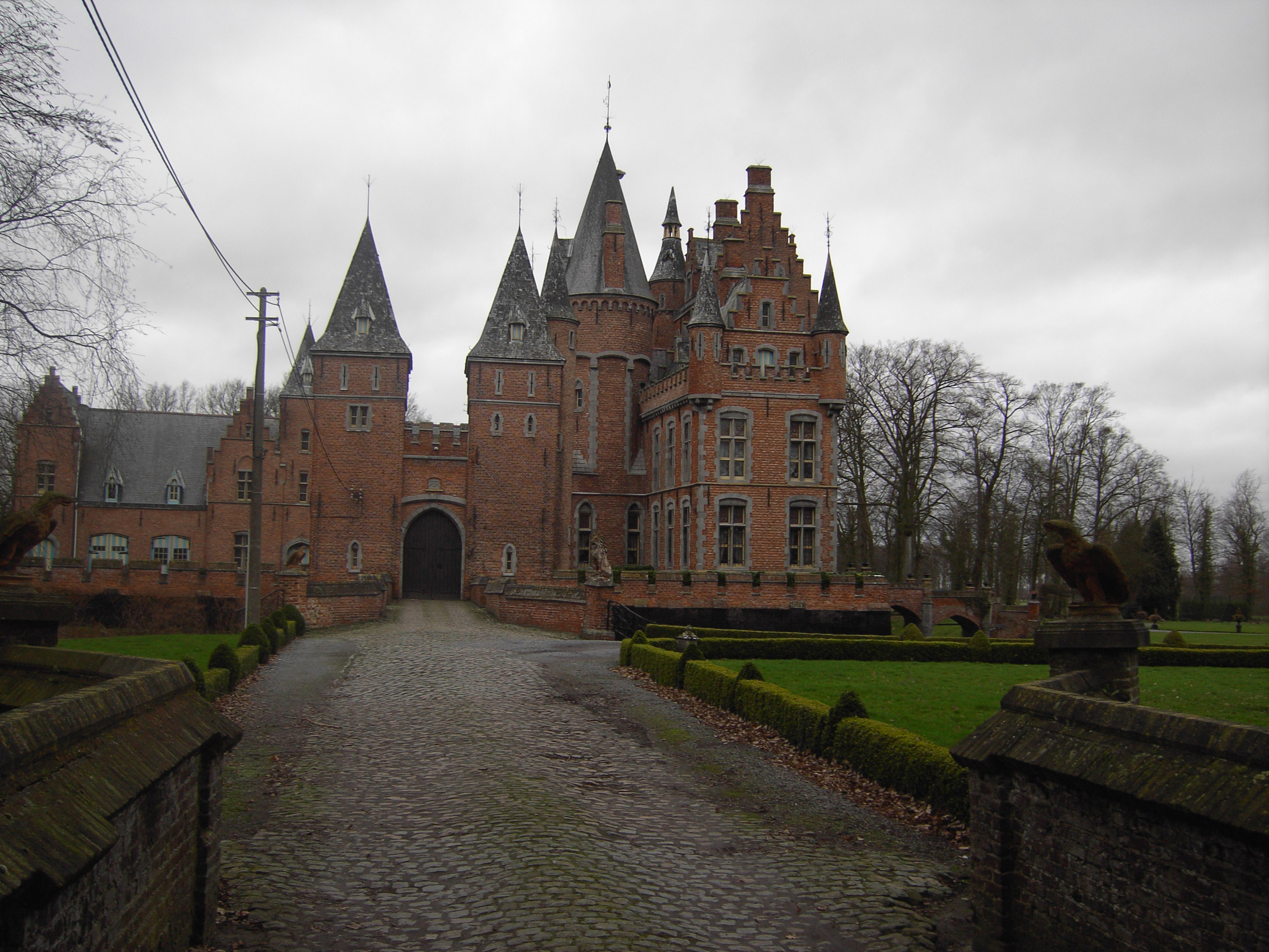
Le château de Lovendeghem, où grandit François Rodriguez d'Evora y Vega.

Originairement issue du Portugal, la famille Rodriguez d'Evora y Vega avait rejoint la noblesse Espagnole durant le XVIe siècle, et était établie depuis longtemps dans les Pays-Bas du Sud. François Rodriguez était l'ainé des six enfants d'Emmanuel-Charles-François Rodriguez d'Evora y Vega (1763-1845) et Marie-Julie-Victoire-Ghislaine comtesse de Lens (1766-1838). 
Emmanuel Rodriguez avait joué un rôle dans les organes nouvellement créés de la Charité et des Hospices civils, tant à Gand que dans la municipalité rurale de Lovendegem où il avait son château (aujourd'hui le château Dons de Lovendeghem). C'est ainsi qu'il a travaillé en étroite collaboration avec Pierre-Joseph Triest, le fondateur des Frères de la Charité et des Sœurs de la Charité.
François épousa en 1812 Justine-Waudru du Mont, marquise de Gages (1793-1855), la fille de Ferry Louis Alexandre du Mont, marquis de Gages et petite-fille de François du Mont, marquis de Gages, une figure centrale de la franc-maçonnerie des Pays-Bas autrichiens. Ce mariage lui apporta trois filles, et l'amena à s'établir de Gand à Mons. 
En novembre 1830, Rodriguez fut élu au Congrès national par les électeurs de l'arrondissement de Soignies. Il y joua un rôle modeste et discret. Le premier mois, il ne semble pas avoir été à Bruxelles, n'étant pas présent lors du grand vote sur l'indépendance du pays et l'élimination perpétuelle des Nassau. Lors des grands votes qui suivirent, il vota avec la majorité: pour le duc de Nemours, pour le régent Surlet de Chokier, pour Léopold de Saxe-Cobourg et pour le Traité des XVIII articles.

## Sources
- Ernest MATHIEU, François Rodriguez d'Evora y Vega, in: Biographie nationale de Belgique, t. XIX, Brussel, 1907, col. 629-630